# Anh em kết nghĩa

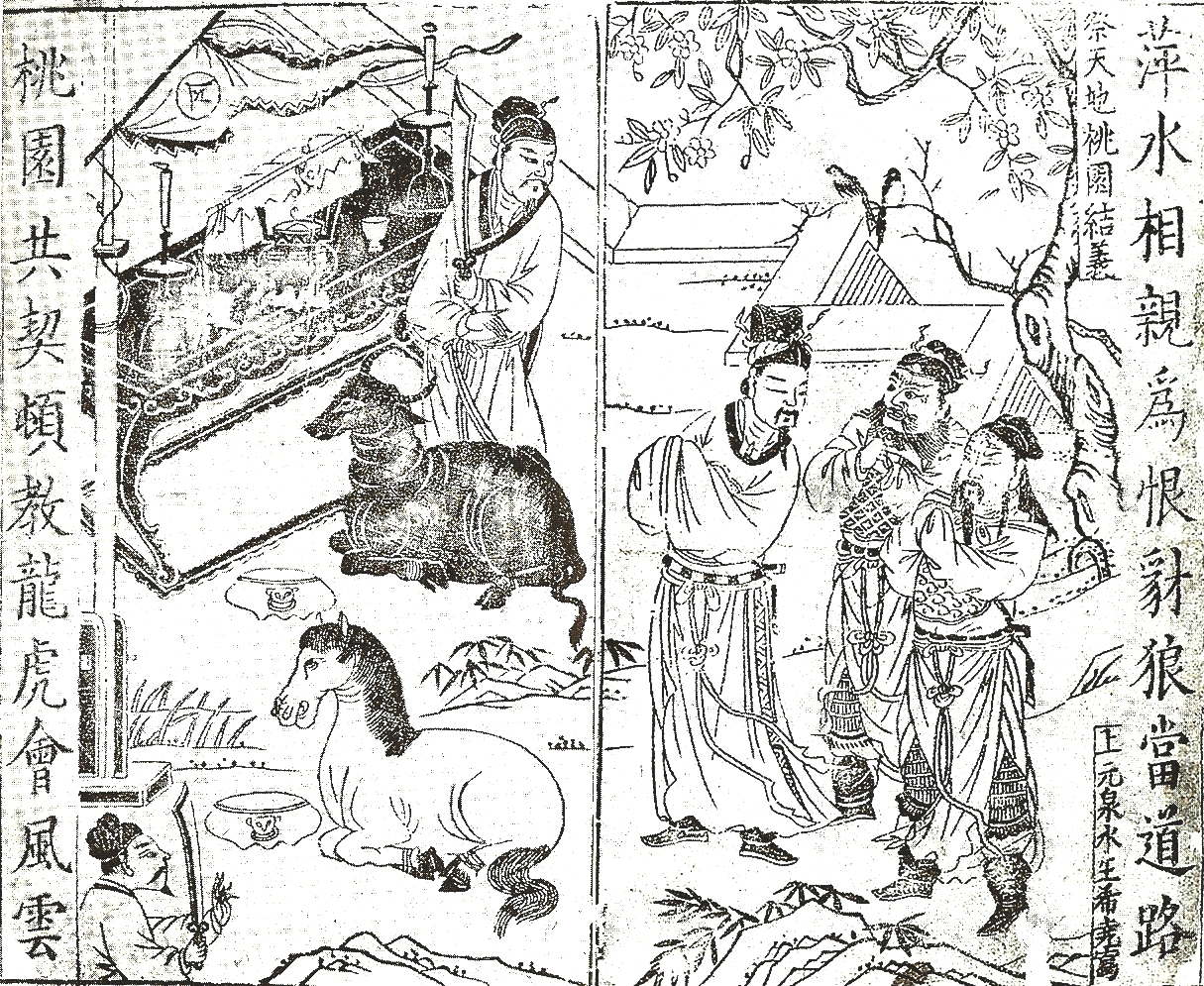
Tranh vẽ ba anh em Lưu Quan Trương đang kết nghĩa

Anh em kết nghĩa là những người đàn ông gồm hai hay nhiều hơn tuy không có quan hệ anh em máu mủ, họ hàng, nhưng có quan hệ mật thiết, thân tình với nhau như những người anh em thật sự bằng những lời tuyên thệ kết nghĩa với nhau. Trong những buổi lễ, có thể có các nghi thức như cắt máu ăn thề, vái trời đất hoặc trao các tín vật làm tin. Đặc biệt là nghi lễ cắt máu ăn thề để chứng tỏ một lời thề máu, máu của mỗi người được trộn lẫn vào nhau, có thể rỏ vào rượu để uống chung.

## Trong lịch sử và văn hóa
Trong tiểu thuyết Tam Quốc diễn nghĩa có hư cấu điển tích ba anh em kết nghĩa là Lưu Bị, Quan Vũ, Trương Phi đã kết nghĩa vườn đào với lời thề: Tuy không sinh cùng ngày cùng tháng nhưng nguyện chết cùng tháng cùng ngày. Tình cảm của ba vị anh em kết nghĩa này được miêu tả son sắt, trọng nghĩa trong suốt tác phẩm. Trong tác phẩm hư cấu khác của Trung Quốc là Tây Du Ký, Tôn Ngộ Không cũng là anh em kết nghĩa với Ngưu Ma Vương, nhưng sau này hai bên mâu thuẫn nên đánh giết lẫn nhau. Trong lịch sử Mông Cổ, có hai cặp kết nghĩa nổi tiếng là Dã Tốc Cai kết an đáp (phiên âm tiếng Hán của từ Mông Cổ là "anda", nghĩa là anh em kết nghĩa) với Thoán Ly (sau này là Vương Hãn) và trường hợp tie62p theo là Thiết Mộc Chân kết nghĩa với Trát Mộc Hợp. Trong tiểu thuyết Anh hùng xạ điêu cũng có cặp kết an đáp giữa Đà Lôi và Quách Tĩnh. Ở nước Anh cũng có hai người tên là Robert d'Ouilly và Roger d'Ivry được biết đến là anh em kết nghĩa.